# إدوارد فريدريك
إدوارد فريدريك (29 يونيو 1880 - 26 أكتوبر 1959) (بالإنجليزية: Edward Frederick)‏ هو لاعب كريكت بريطاني (وحمل سابقاً جنسية المملكة المتحدة لبريطانيا العظمى وأيرلندا).

## وصلات خارجية
- إدوارد فريدريك على موقع إي آس بي آن كريك إنفو (الإنجليزية)